# Complexo Arábia
O Complexo Arábia ou é um conjunto de rochas metamórficas de idade paleoproterozoica (2,4 a 2,5 bilhões de anos) que aflora no estado do Ceará, Nordeste do Brasil. Juntamente com as rochas do Complexo Granjeiro, são consideradas as rochas mais antigas do estado. É parte do Domínio Rio Piranhas-Seridó, na Província Borborema.
A unidade estende-se, de sudoeste para nordeste, pelos municípios de Arneiroz, Tauá, Mombaça, Pedra Branca, Senador Pompeu, Boa Viagem e Quixeramobim.

## Petrologia

### Rochas meta-ígneas
Constitui-se por gnaisses migmatíticos de origem ígnea, de composições monzograníticas, tonalíticas, granodioríticas e localmente trondhjemíticas, com lentes de anfibolitos. e de rochas ultramáficas metamorfizadas, como hornblenditos, tremolititos e talcoxistos. Rochas metassedimentares são raras e representadas por lentes de rochas calcissilicáticas, de quartzitos e de mármores. De origem metamáficas-metaultramáficas caracterizadas por anfibolitos, hornblenditos, tremolititos e talcoxistos.

### Rochas metassedimentares
As rochas paraderivadas são representadas por xistos granadíferos, quartzitos, calcissilicáticas, mármores, metachertes e formações ferríferas. 